# WNBA Draft 2007
Der elfte WNBA Draft fand am 4. April 2007 im Renaissance Hotels in Cleveland, Ohio, Vereinigte Staaten, statt. Die 13 WNBA-Teams hatten dabei die Chance sich die Rechte an den hoffnungsvollsten Talenten zu sichern. Jedes Team durfte pro Runde eine Spielerin auswählen.

## Der Draft 2007
Am 26. Oktober 2006 wurde die Auswahlreihenfolge bei einer Lotterie festgelegt. Diese gewannen überraschend die Phoenix Mercury vor den San Antonio Silver Stars und den Chicago Sky. Dies war das erste Mal, dass das Team mit der geringsten Chance auf den ersten Pick, diesen auch erhält. 
Am 3. Januar 2007 gaben die Besitzer der Charlotte Sting bekannt, dass sie nicht länger das Team finanzieren wollten. Die WNBA fand keinen Besitzer für das Team, weshalb die Spielerinnen am 8. Januar in einem Dispersal Draft von den anderen Teams der Liga gedraftet werden konnten.
Der WNBA Draft fand am 4. April 2007 im Renaissance Hotels in Cleveland, Ohio, Vereinigte Staaten, statt. Als ersten Pick zogen die Mercury die US-amerikanische Lindsey Harding. Danach wählte San Antonio auf dem zweiten Platz Jessica Davenport, gefolgt von Armintie Price auf dem dritten Platz. Insgesamt sicherten sich die 13 Franchises die Rechte an 39 Spielerinnen. Den Hauptanteil mit über drei Vierteln aller Spielerinnen stellten die Vereinigten Staaten. Noch am selben Tag des Drafts wurde Lindsey Harding nach Minnesota für Tangela Smith transferiert. Des Weiteren wurde Jessica Davenport noch am selben Tag wurden sie, samt einen Erst-Runden-Draftpick im WNBA Draft 2008 nach New York für Becky Hammon und einen Zweit-Runden-Draftpick im WNBA Draft 2008 transferiert.

## Dispersal Draft
|    | Spielerin         | Nationalität       | WNBA-Team                | vorheriges WNBA-Team |
| -- | ----------------- | ------------------ | ------------------------ | -------------------- |
| 1  | Monique Currie    | Vereinigte Staaten | Chicago Sky              | Charlotte Sting      |
| 2  | Tangela Smith     | Vereinigte Staaten | Minnesota Lynx           | Charlotte Sting      |
| 3  | Janel McCarville  | Vereinigte Staaten | New York Liberty         | Charlotte Sting      |
| 4  | Helen Darling     | Vereinigte Staaten | San Antonio Silver Stars | Charlotte Sting      |
| 5  | Kelly Mazzante    | Vereinigte Staaten | Phoenix Mercury          | Charlotte Sting      |
| 6  | Teana Miller      | Vereinigte Staaten | Washington Mystics       | Charlotte Sting      |
| 7  | Tye'sha Fluker    | Vereinigte Staaten | Seattle Storm            | Charlotte Sting      |
| 8  | Alena Leutschanka | Belarus            | Houston Comets           | Charlotte Sting      |
| 9  | Sheri Sam         | Vereinigte Staaten | Indiana Fever            | Charlotte Sting      |
| 10 | LaToya Bond       | Vereinigte Staaten | Sacramento Monarchs      | Charlotte Sting      |
| 11 | –                 | –                  | Detroit Shock            | Charlotte Sting      |
| 12 | Ayana Walker      | Vereinigte Staaten | Los Angeles Sparks       | Charlotte Sting      |
| 13 | –                 | –                  | Connecticut Sun          | Charlotte Sting      |

Die Sting Spielerinnen Tasha Butts und Summer Erb konnten nicht von den anderen Teams ausgewählt werden, da ihr Vertrag in dieser Saison auslief.

## WNBA Draft

### Runde 1
| Pick | Spielerin         | Nationalität       | WNBA-Team                          | College/Junior/Klub-Team |
| ---- | ----------------- | ------------------ | ---------------------------------- | ------------------------ |
| 1    | Lindsey Harding   | Vereinigte Staaten | Minnesota Lynx (von Phoenix)       | Duke                     |
| 2    | Jessica Davenport | Vereinigte Staaten | New York Liberty (von San Antonio) | Ohio State               |
| 3    | Armintie Price    | Vereinigte Staaten | Chicago Sky                        | Mississippi              |
| 4    | Noelle Quinn      | Vereinigte Staaten | Minnesota Lynx                     | UCLA                     |
| 5    | Tiffany Jackson   | Vereinigte Staaten | New York Liberty                   | Texas                    |
| 6    | Bernice Mosby     | Vereinigte Staaten | Washington Mystics                 | Baylor                   |
| 7    | Katie Gearlds     | Vereinigte Staaten | Seattle Storm                      | Purdue                   |
| 8    | Ashley Shields    | Vereinigte Staaten | Houston Comets                     | Southwest Tennessee CC   |
| 9    | Alison Bales      | Vereinigte Staaten | Indiana Fever                      | Duke                     |
| 10   | Carla Thomas      | Vereinigte Staaten | Chicago Sky (von Sacramento)       | Vanderbilt               |
| 11   | Ivory Latta       | Vereinigte Staaten | Detroit Shock                      | North Carolina           |
| 12   | Kamesha Hairston  | Vereinigte Staaten | Connecticut Sun (von Los Angeles)  | Temple                   |
| 13   | Sandrine Gruda    | Frankreich         | Connecticut Sun                    | Valenciennes             |

### Runde 2
| Pick | Spielerin         | Nationalität       | WNBA-Team                    | College/Junior/Klub-Team |
| ---- | ----------------- | ------------------ | ---------------------------- | ------------------------ |
| 14   | Dee Davis         | Vereinigte Staaten | Houston Comets (von Chicago) | Vanderbilt               |
| 15   | Eshaya Murphy     | Vereinigte Staaten | Minnesota Lynx               | USC                      |
| 16   | Shay Doron        | Israel             | New York Liberty             | Maryland                 |
| 17   | Camille Little    | Vereinigte Staaten | San Antonio Silver Stars     | North Carolina           |
| 18   | Tyresa Smith      | Vereinigte Staaten | Phoenix Mercury              | Delaware                 |
| 19   | Megan Vogel       | Vereinigte Staaten | Washington Mystics           | South Dakota State       |
| 20   | Stephanie Raymond | Vereinigte Staaten | Chicago Sky (von Seattle)    | Northern Illinois        |
| 21   | Jessica Dickson   | Vereinigte Staaten | Chicago Sky (von Houston)    | South Florida            |
| 22   | Lyndsey Medders   | Vereinigte Staaten | Indiana Fever                | Iowa State               |
| 23   | Brooke Smith      | Vereinigte Staaten | Sacramento Monarchs          | Stanford                 |
| 24   | Kathrin Ress      | Italien            | Minnesota Lynx (von Detroit) | Boston College           |
| 25   | Sidney Spencer    | Vereinigte Staaten | Los Angeles Sparks           | Tennessee                |
| 26   | Cori Chambers     | Vereinigte Staaten | Connecticut Sun              | Georgia                  |

### Runde 3
| Pick | Spielerin        | Nationalität        | WNBA-Team                       | College/Junior/Klub-Team |
| ---- | ---------------- | ------------------- | ------------------------------- | ------------------------ |
| 27   | Jenna Rubino     | Vereinigte Staaten  | Chicago Sky                     | DePaul                   |
| 28   | Leah Rush        | Vereinigte Staaten  | Phoenix Mercury (von Minnesota) | Oklahoma                 |
| 29   | Martina Weber    | Deutschland         | New York Liberty                | Iona                     |
| 30   | Nare Diawara     | Mali                | San Antonio Silver Stars        | Virginia Tech            |
| 31   | Chrissy Givens   | Vereinigte Staaten  | Phoenix Mercury                 | Middle Tennessee         |
| 32   | Gillian Goring   | Trinidad und Tobago | Washington Mystics              | North Carolina State     |
| 33   | Brandie Hoskins  | Vereinigte Staaten  | Seattle Storm                   | Ohio State               |
| 34   | Kristen Newlin   | Vereinigte Staaten  | Houston Comets                  | Stanford                 |
| 35   | Ashley Key       | Vereinigte Staaten  | Indiana Fever                   | North Carolina State     |
| 36   | Meg Bulger       | Vereinigte Staaten  | Sacramento Monarchs             | West Virginia            |
| 37   | Emily Westerberg | Vereinigte Staaten  | Phoenix Mercury (von Detroit)   | Arizona State            |
| 38   | Amanda Brown     | Kanada              | Los Angeles Sparks              | Penn State               |
| 39   | Kiera Hardy      | Vereinigte Staaten  | Connecticut Sun                 | Nebraska                 |